# Leo Gerstenzang
Leo Gerstenzang (ur. 3 czerwca 1892 w Warszawie, zm. 1 października 1973) – polsko-amerykański wynalazca pochodzenia żydowskiego, który w 1923 roku stworzył pierwszy na świecie patyczek higieniczny (Q-Tips). Jego produkt, który nazwał „Baby Gays”, stał się jedną z najlepiej sprzedających się marek, gdzie „Q” w nazwie „Q-tip” oznacza jakość (quality).
Istnieje wiele anegdot o tym jak Gerstenzang wpadł na pomysł wynalezienia wacików. Jedna z nich brzmi: „Pewnego dnia w 1923 roku, Leo Gerstenzang oglądał swoją żonę stosującą waciki z wykałaczką w celu wyczyszczenia ciężko dostępnych miejsc. Gerstenzang, zainspirowany, wkrótce stworzył jednoczęściowy patyczek higieniczny.”
Gerstenzang urodził się w Warszawie (ówcześnie zabór rosyjski). W 1912 roku wyemigrował do Chicago. Między 1918, a 1919 rokiem, powrócił do Europy jako przedstawiciel Amerykańsko-Żydowskiego Połączonego Komitetu Rozdzielczego. W roku 1919, mieszkając nadal w Chicago stał się naturalizowanym Amerykaninem 29 września tego samego roku. Przed 1921 rokiem, przeniósł się do Nowego Jorku.
Założył firmę, którą nazwał Leo Gerstenzang Infant Novelty Company, by wprowadzić produkt na rynek. W 1926, zmienił nazwę z Baby Gays na Q-Tips Baby Gays. Ostatecznie część Baby Gays pominięto i od tej pory patyczki nosiły nazwę Q-Tips.
Mimo że patyczki higieniczne używane są powszechnie do czyszczenia uszu, lekarze nie polecają używania ich do tego celu z uwagi na wrażliwość błony bębenkowej.
Biblioteka nauk ścisłych na Uniwersytecie Brandeis nosi nazwę wynalazcy, który dofinansował jej powstanie.